# Església de Sant Pere de les Preses
Sant Pere de les Preses és una església del municipi les Preses. Està dedicada a sant Pere apòstol venerat com a patró de la parròquia. D'estil neoclàssic, va ser construïda el segle xviii segons el projecte de l'arquitecte acadèmic Andreu Bosch i Riba.
Al 1929 Rafael Masó va reformar i restaurar la nau alhora que construïa el cor. Actualment aquestes modificacions encara es conserven en bon estat.